# De spreeuwen
De spreeuwen is een gebouw en artistiek kunstwerk in Amsterdam-West, wijk Houthavens.

## Gebouw
Bij de nieuwe bebouwing van de wijk Houthavens liet woningcorporatie Ymere een woningcomplex op het kunstmatig aangelegde Wiborgeiland bouwen. Het betrof een complex van 69 woningen met parkeergarage naar ontwerp van Stefanova Architecten in een stedenbouwkundig plan van Sjoerd Soeters. Het complex kreeg de titel De spreeuwen mee. Een spreeuw was rond 1900 een term binnen de havenarbeid voor jonge knullen die goederen uit de schepen laadden, sorteerden, wogen en opsloegen in de pakhuizen op de kades en als een vlucht samenwerkende spreeuwen neerstreken bij een aangemeerd schip. Het pand moet bij afronding van de totale bebouwing hier als een soort pakhuis aan het water staan. Origineel zou de naam De spreeuwen op de voorgevel op de kuif prijken, maar daar werd van afgezien.

## Kunstwerk
Ymere gaf een opdracht aan kunstenaar Piet Parra om het complex te voorzien van een kunstwerk. Parra kwam met een opvallend grote blauwe appel met rood/groen kroontje op rode benen en blauw/witte hogehaklaarsjes. Die appel van polyester werd hoog zittend aan de gevel geplaatst. De appel lijkt er betekenisloos te zitten. Het maakt echter deel uit van een tweedelig kunstwerk dat begint aan een ander eind van de gevel. In een betonnen paneel naast de ingang zijn spreeuwen afgebeeld, die achter dezelfde appel aanzitten; de appel op het dak stelt de aan de spreeuwen ontsnapte appel voor. Tussen beide kunstwerken is boven een ingang nog een lithografisch betonnen tableau te vinden met de naam van het complex.

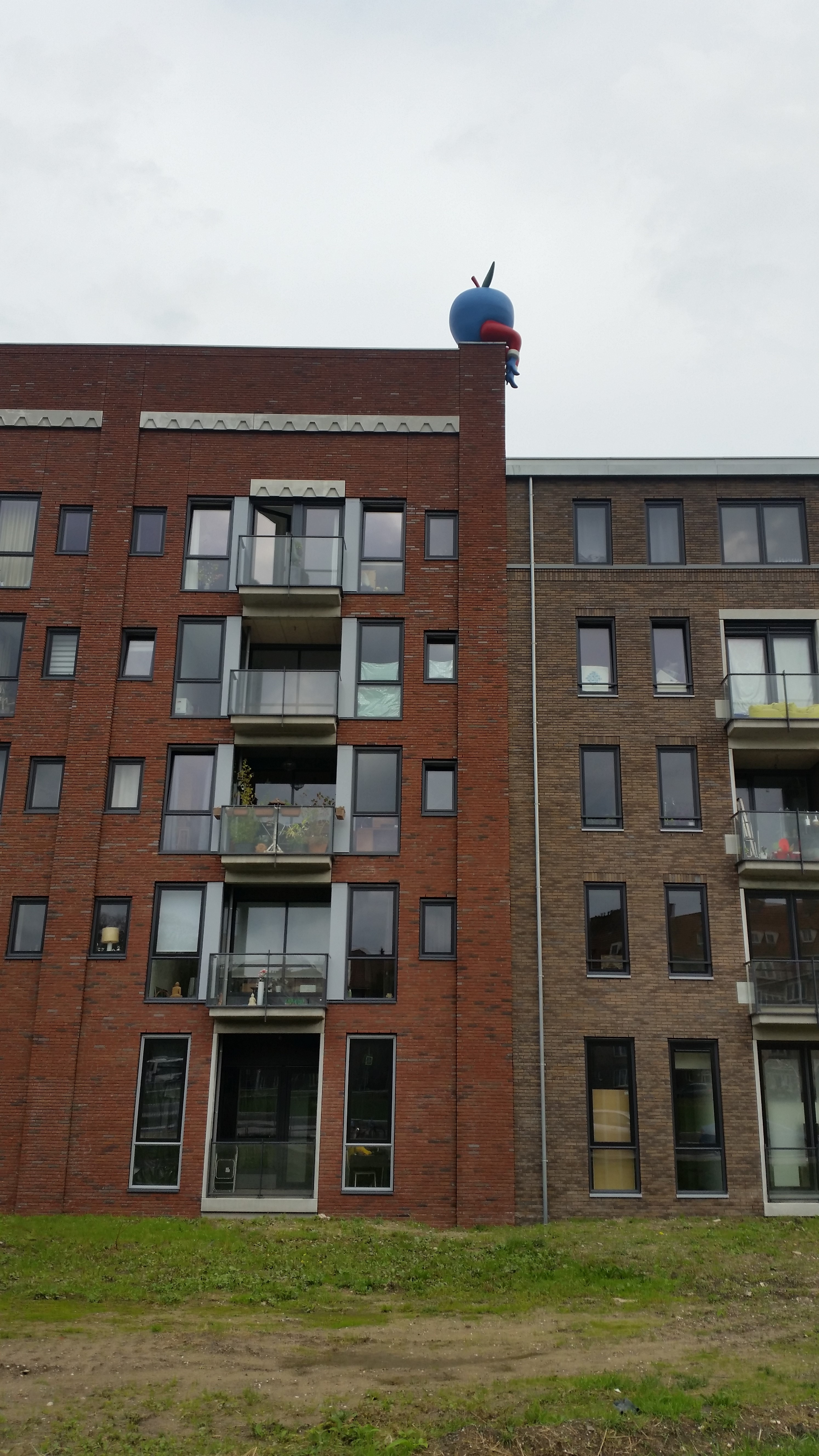
Appel op het dak (oktober 2019)